# Renata de Lorena

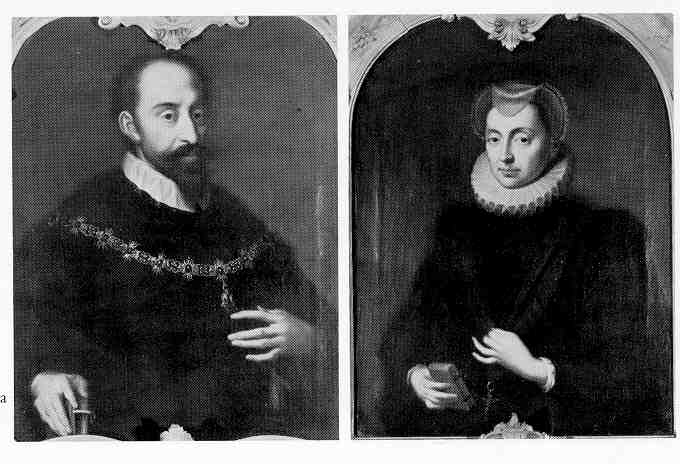
Renata y Guillermo.

Renata de Lorena (en alemán: Renata von Lothringen; en francés, Renée de Lorraine; Nancy, 20 de abril de 1544-Múnich, 22 de mayo de 1602) fue hija del duque Francisco I de Lorena y de su esposa, la princesa Cristina de Dinamarca.  
Sus abuelos paternos fueron el duque Antonio de Lorena y Renata de Borbón, y los maternos fueron el rey Cristián II de Dinamarca y la archiduquesa e infanta Isabel de Austria, por lo que era bisnieta de los reyes Juana I de Castilla y Felipe el Hermoso, y por lo tanto tataranieta de los Reyes Católicos, además de sobrina nieta del emperador Carlos V.

## Primeros años
Era la segunda de tres hermanos, siendo el mayor Carlos y la menor Dorotea. Cuando tenía apenas un año de edad, su padre murió y su madre se convirtió en regente de Lorena durante la minoría de edad de su hermano. Recibió una buena educación y fue descrita como una belleza y una pareja deseable.

## Intentos de compromiso
En 1558, tras la muerte de su primera esposa, Ana de Egmond, el príncipe Guillermo de Orange expresó su deseo de casarse con Renata. A su madre Cristina le gustó la idea, y se consolidó aún más después del Tratado de Cateau-Cambrésis. Sin embargo, este partido fue impedido por el rey Felipe II de España; Guillermo terminó casándose con Ana de Sajonia. Cristina rechazó el plan del cardenal de Lorena de arreglar un matrimonio entre Renata y el príncipe de Joinville, y también un matrimonio propuesto por el rey español de casar a Renata con su hermano, Juan de Austria.
En 1561, la madre planeó casarla con el rey Federico II de Dinamarca. Sin embargo, el estallido de la guerra de los Siete Años entre Dinamarca y Suecia en 1563 interrumpió estos planes. A inicios de 1560, el rey luterano Erico XIV de Suecia envió una embajada a sus padres con la intención de pedirla en matrimonio. Esta intención se debía al hecho que Renata era nieta de Cristián II de Dinamarca, Noruega y Suecia, por lo tanto heredera de ese destituido soberano; también para que Cristina conquistara Dinamarca con el apoyo de Suecia, un plan que Erico apoyó. Sin embargo, el emperador Fernando I del Sacro Imperio Romano Germánico se opuso al plan debido al efecto destructivo que podría tener en el equilibrio de poder entre las naciones alemanas, si Sajonia (al estar fuertemente aliada con Dinamarca) se opusiera a las afirmaciones de Cristina. Tampoco consiguió el apoyo de Felipe II de España. La alianza matrimonial planeada entre Lorena y Suecia finalmente terminó cuando Erico XIV se casó con su amante no noble, Karin Månsdotter, en 1567, poco antes de ser depuesto.

## Matrimonio y descendencia
Finalmente, el 22 de febrero de 1568, Renata se casó con su primo segundo paterno, pero materno, Guillermo, príncipe heredero de Baviera, en una gran y elaborada ceremonia en Múnich. La boda se celebró con un esfuerzo inusualmente grande para este siglo, con una celebración que duró 18 días, la que fue descrita con mucho detalle por Massimo Troiano en sus Diálogos de 1569. Aproximadamente 5.000 jinetes participaron en él, y la música fue compuesta por Orlande de Lassus. Su marido se convirtió en duque de Baviera como Guillermo V en 1579.
Tuvieron diez hijos: 
- Cristóbal (1570).
- Cristina (1571-1580);

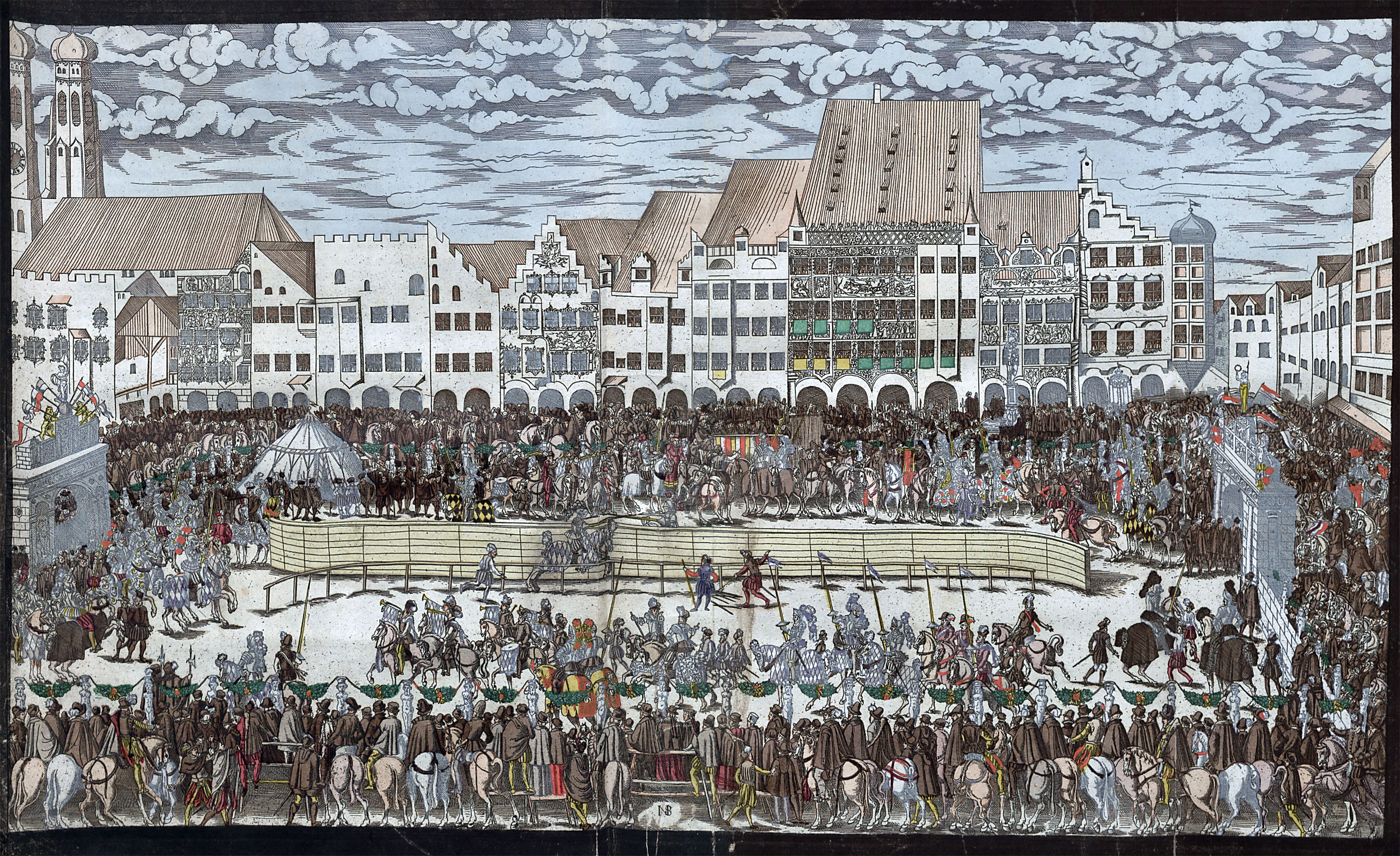
Ilustración de la celebración de la boda de Renata con Guillermo por Nicolás Solis, 1568.

- Maximiliano (1573-1651), sucesor de su padre con el nombre de Maximiliano I. Casado con la princesa Isabel Renata de Lorena, sin descendencia. Después se casó con la archiduquesa María Ana de Austria, con descendencia.
- María Ana (1574-1616), casada con el futuro Fernando II del Sacro Imperio Romano Germánico, con descendencia.
- Felipe Guillermo (1576-1598), cardenal y príncipe-obispo de Ratisbona.
- Fernando (1577-1650), príncipe elector de Colonia, príncipe-obispo de Lieja, Münster, Hildesheim y Paderborn.
- Leonor Magdalena (1578-1579).
- Carlos (1580-1587).
- Alberto (1584-1666), casado con Matilde de Leuchtenberg (1588-1634) y consorte de su esposa con el nombre de Alberto VI, con descendencia.
- Magdalena (1587-1628), casada con el duque Wolfgang Guillermo del Palatinado-Neoburgo, con descendencia.

A pesar de su gran matrimonio y estatus, Renata junto con su esposo llevaron una vida de caridad y humildad. Dejaron la Residencia de Múnich y vivieron en el edificio del colegio jesuita en el oeste de la ciudad. Renata se hizo cargo de los enfermos, los pobres y los peregrinos, y tenía el apoyo de su marido. Estaba completamente absorta en esta tarea después de la abdicación de Guillermo en 1597. Pasó sus últimos años en el hospital ducal fundado por su suegro en Hackenviertel de Múnich en 1555. Posteriormente se retiró al Maxburg.

## Muerte

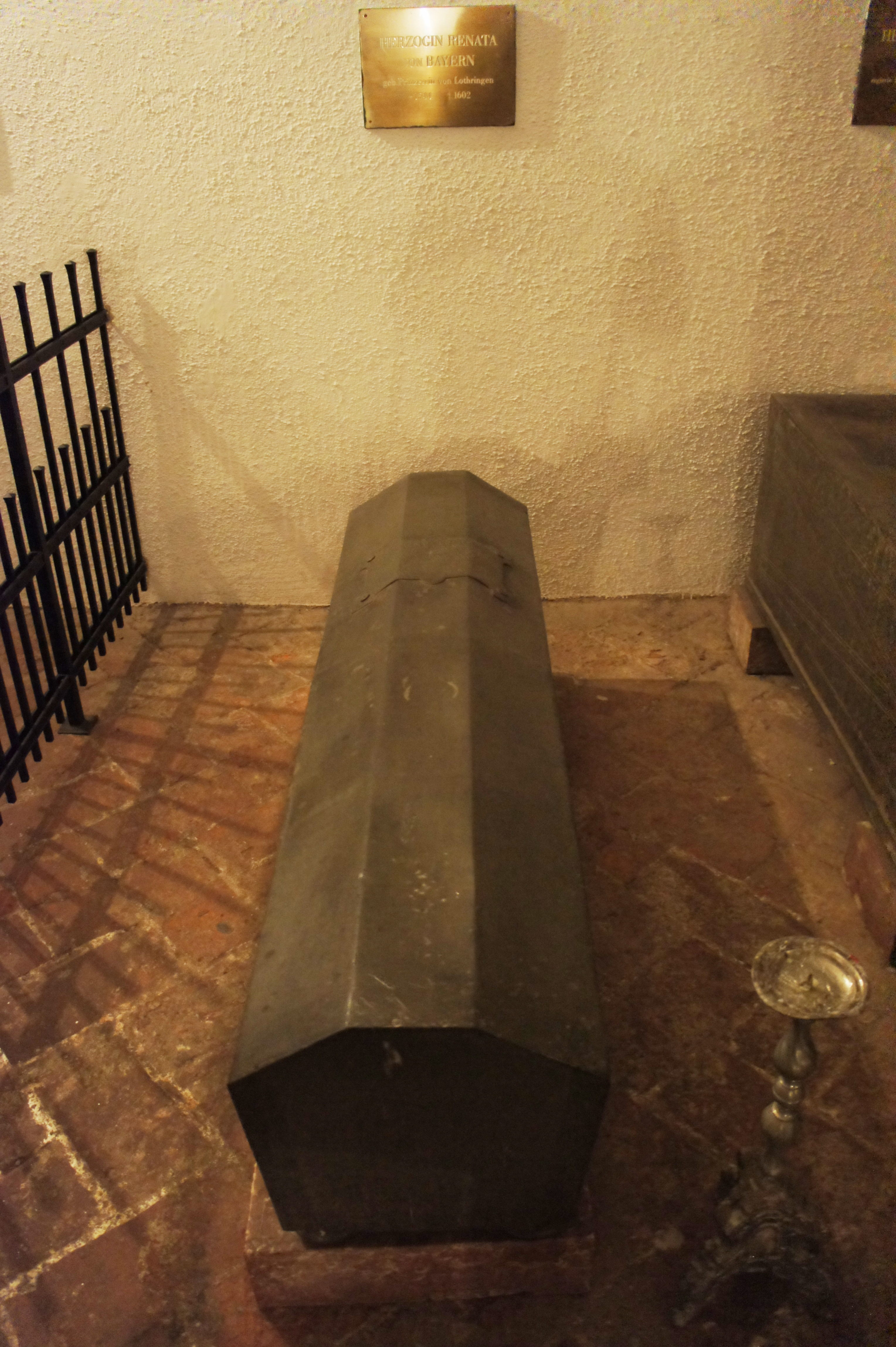
Tumba de Renata en la Cripta de San Miguel en Múnich.

Junto a Guillermo mando construir la Iglesia de San Miguel, cuya consagración fue el último momento culminante de su vida. Tras su muerte a los 58 años, fue enterrada en su cripta. Renata fue venerada como una santa por el pueblo, pero nunca canonizada. Su marido le sobrevivió veinticuatro años y murió en 1626, siendo enterrado junto a ella.

## Ancestros
| Princesa Renata de Lorena | Padre: Francisco I, Duque de Lorena   | Abuelo paterno: Duque Antonio de Lorena      | Padre del abuelo paterno: Duque Renato II de Lorena                                  |
| Princesa Renata de Lorena | Padre: Francisco I, Duque de Lorena   | Abuelo paterno: Duque Antonio de Lorena      | Madre del abuelo paterno: Duquesa Felipa de Güeldres                                 |
| Princesa Renata de Lorena | Padre: Francisco I, Duque de Lorena   | Abuela paterna: Duquesa Renata de Borbón     | Padre de la abuela paterna: Conde Gilberto de Borbón-Montpensier, delfín de Auvernia |
| Princesa Renata de Lorena | Padre: Francisco I, Duque de Lorena   | Abuela paterna: Duquesa Renata de Borbón     | Madre de la abuela paterna: Condesa Clara Gonzaga                                    |
| Princesa Renata de Lorena | Madre: Princesa Cristina de Dinamarca | Abuelo materno: Rey Cristian II de Dinamarca | Padre del abuelo Materno: Rey Juan I de Dinamarca, Noruega y Suecia                  |
| Princesa Renata de Lorena | Madre: Princesa Cristina de Dinamarca | Abuelo materno: Rey Cristian II de Dinamarca | Madre del abuelo Materno: Reina Cristina de Sajonia                                  |
| Princesa Renata de Lorena | Madre: Princesa Cristina de Dinamarca | Abuela materna: Reina Isabel de Austria      | Padre de la abuela materna: Rey Felipe I de Castilla, el Hermoso                     |
| Princesa Renata de Lorena | Madre: Princesa Cristina de Dinamarca | Abuela materna: Reina Isabel de Austria      | Madre de la abuela Materna: Reina Juana I de Castilla, la loca                       |